# Intersubjektivität (Psychoanalyse)
Der intersubjektive Ansatz in der Psychoanalyse gründet auf den Arbeiten einer Gruppe um Robert Stolorow, Bernd Brandchaft, George Atwood und Donna Orange. Unter Einbeziehung der Selbstpsychologie von Heinz Kohut formulierten sie eine erlebensnah orientierte Form psychoanalytischer Theorie und Behandlungspraxis. Diese unterscheidet sich in wesentlichen Punkten von der klassischen Konzeption Sigmund Freuds, indem sie dessen intrapsychisch orientiertes Modell der Psyche zugunsten des grundlegenden Vorrangs von „intersubjektiver“ Beziehungsrealität in Frage stellt.
In den U.S.A. entwickelte sich hieraus die relationale Psychoanalyse. Als Gründer dieser Schule gilt Stephen Mitchell.
In Deutschland wird diese paradigmatische Neuorientierung als „intersubjektive Schule“ benannt. Hauptvertreter sind hier Helmut Thomä, Martin Altmeyer sowie Chris Jaenicke.

## Vorläufer und Geschichte
Die auch als „intersubjektive Wende“ bezeichnete Konzeptualisierung der Psychoanalyse der letzten 30 Jahre  hat theoretische Grundlagen und Vorläufer in der Gruppenanalyse (Trigant S.Burrow) und der relationalen Psychoanalyse – wobei sich letztere wiederum aus Beiträgen der Psychoanalytiker Sándor Ferenczi, Harry S. Sullivan, Michael Balint, Harry Guntrip und William R. D. Fairbairn entwickelt haben.
Das Konzept der Intersubjektivität wurde 1978 von Robert Stolorow und George Atwood erstmals in die US-amerikanische Psychoanalyse eingeführt mit einem Artikel, in dem sie den psychoanalytischen Prozess aus phänomenologischer Perspektive zu beschreiben suchten und hierfür das Wort „intersubjektiv“ verwendeten. Als Mitarbeiter an der Rutgers University in New Jersey betrieben Stolorow und Atwood Persönlichkeitsforschung in der akademischen Psychologie und vertraten dort die Auffassung, dass intensive individuelle Fallstudien menschlicher Erfahrungswelten notwendig seien, um zu einer verallgemeinerbaren Theorie über die Persönlichkeit zu gelangen. Bei der Untersuchung der Metatheorien psychoanalytischer Theoretiker (Adler, Freud, Jung, Reich) stellten sie fest, dass diese von deren existenziellen Krisen geprägt waren: „Die prinzipiellen metapsychologischen Konstrukte dieser Theoretiker [...] reflektieren und symbolisieren die persönlichen Lösungsversuche auf die zentralen Krisen und Dilemmata in ihrer persönlichen Entwicklung“.

## Analytische Haltung
Nach Auffassung von Stolorow und anderen entsteht und ereignet sich Erleben im wechselseitigen Austausch von Subjektivitäten, z. B. der des Patienten und der des Analytikers. Die Beobachtungsposition liegt dabei stets innerhalb des gemeinsamen Kontextes, d. h. der Analytiker versucht, den Patienten aus dessen Perspektive heraus zu verstehen (Empathie), und bezieht seinen eigenen biographischen Hintergrund in die Reflexion seiner Haltung dem Patienten gegenüber mit ein (Introspektion). Dies hat maßgebliche Konsequenzen für die psychoanalytische Theorie und Praxis, die an zentralen Begriffen der Psychoanalyse deutlich werden.
Im freudschen Sinne wird „analytische Haltung“ als eine Form von „Neutralität“ definiert und ist eng mit der Vorstellung von Abstinenz verknüpft: Der Analytiker darf dem Patienten möglichst keine Triebbefriedigung gewähren, um die Ausbildung einer Übertragungsneurose zu ermöglichen. „Triebbefriedigung“ meint in diesem Zusammenhang alles, was der Patient wünscht oder begehrt – in Freuds Konzeption handelt es sich bei den psychopathologischen Phänomenen, mit denen sich die Psychoanalyse auseinandersetzt, um die Produkte verdrängter Triebabkömmlinge. Triebbefriedigung würde die Bewusstwerdung verdrängter Triebwünsche erschweren und damit dem analytischen Prozess zuwiderlaufen. Nach intersubjektiver Auffassung wird eine solchermaßen abstinente Haltung des Analytikers, die eine bewusste Frustration der Bedürfnisse des Patienten darstellt, von diesem nicht als neutral erlebt. Der Analytiker läuft Gefahr, Konflikte zu provozieren, die ein durch die Haltung des Analytikers bedingtes Artefakt darstellen, nicht aber eine Manifestation der primären Psychopathologie des Patienten. Deshalb sollen die Interventionen und Deutungen des Analytikers auf der Grundlage von Selbstbeobachtung und Empathie von einer kontinuierlichen Einschätzung dessen geleitet sein, was den Prozess der Entfaltung der subjektiven Welt des Patienten im Kontext der analytischen Beziehung erleichtern oder erschweren würde.

## Widerstand
Aus intersubjektiver Sicht tritt Widerstand dann auf, wenn eine Reaktion des Analytikers dem Patienten die Gefahr einer Wiederholung schädigender Erfahrungen durch den Analytiker anzukündigen scheint – Widerstand gründet damit in einer Angst vor der Wiederholung erlittener Traumatisierung.